# Аджамський район
Аджа́мський райо́н — колишня адміністративно-територіальна одиниця УСРР з центром у селі Аджамка, утворена 7 березня 1923 р. у складі Олександрійської округи Катеринославської губернії Української СРР.

З грудня 1924 року ліквідований — майже більша частина території району була передана до складу Зинов'євської округи Одеської губернії; інша половина — до складу Ново-Празького району (у червні 1925 року теж відійшов до Зинов'євської округи Одеської губернії)
Район відновлений у січні–лютому 1935 року у складі Одеської області (наприкінці 1935 року Бережинська сільрада перейшла до складу Кіровської міськради).
У вересні 1937 року переданий до Миколаївської області.
У січні 1939 року район відійшов до новоствореної Кіровоградської області.
Ліквідований 16 липня 1959 року.